# Sajkanosuchus
Sajkanosuchus — вимерлий моновидовий рід алігаторових крокодилів. Відомий із середнього еоцену східного Казахстану. Скам'янілості були знайдені в басейні Зайсан у глинах, які називаються свитою Обайла. Типовим видом є Sajkanosuchus ckhikvadzoi, названий у 1984 році.